# Mallory Cecil
Mallory Anne Cecil (Spartanburg, 18 juli 1990) is een tennisspeelster uit de Verenigde Staten van Amerika.
In 2008 beleefde zij haar grandslamdebuut op het dubbelspeltoernooi van de US Open waar zij met een wildcard was toegelaten. Een jaar later speelde zij zowel op het enkelspel als op het gemengd dubbelspel van de US Open 2009.
Haar mooiste overwinning is het verslaan van Sara Errani, toenmalig nummer 43 op de WTA-ranglijst, tijdens de kwalificatiefinale voor het WTA-toernooi van New Haven 2008. Errani, die als lucky loser toch het hoofdtoernooi betrad, was in de eerste ronde evenwel te sterk voor Cecil.

## Posities op deWTA-ranglijst
Positie per einde seizoen:
| jaartal | ranking enkelspel | ranking dubbelspel |
| ------- | ----------------- | ------------------ |
| 2006    | 1119              | –                  |
| 2007    | 728               | –                  |
| 2008    | 453               | 526                |
| 2009    | 413               | 454                |
| 2010    | 597               | 515                |
|         |                   |                    |
| 2013    | –                 | 843                |

## Resultaten grandslamtoernooien
| Legenda | Legenda                          |
| ------- | -------------------------------- |
| g.t.    | geen toernooi gehouden           |
| l.c.    | lagere categorie                 |
| –       | niet deelgenomen                 |
| G       | uitgeschakeld in de groepsfase   |
| 1R      | uitgeschakeld in de eerste ronde |
| 2R      | uitgeschakeld in de tweede ronde |
| 3R      | uitgeschakeld in de derde ronde  |
| 4R      | uitgeschakeld in de vierde ronde |
| KF      | uitgeschakeld in de kwartfinale  |
| HF      | uitgeschakeld in de halve finale |
| F       | de finale verloren               |
| W       | het toernooi gewonnen            |
| w-v     | winst/verlies-balans             |

### Enkelspel
| Toernooi        | 2009 |
| --------------- | ---- |
| Australian Open | –    |
| Roland Garros   | –    |
| Wimbledon       | –    |
| US Open         | 1R   |

### Vrouwendubbelspel
| Toernooi        | 2008 |
| --------------- | ---- |
| Australian Open | –    |
| Roland Garros   | –    |
| Wimbledon       | –    |
| US Open         | 1R   |

### Gemengd dubbelspel
| Toernooi        | 2009 |
| --------------- | ---- |
| Australian Open | –    |
| Roland Garros   | –    |
| Wimbledon       | –    |
| US Open         | 1R   |